# Centro Democrático y Social
El Centro Democrático y Social (CDS) fue un partido político español de ideología moderada y centrista.

## Historia

### Fundación y liderazgo de Adolfo Suárez
Fue fundado el 29 de julio de 1982 por el expresidente del gobierno Adolfo Suárez y un grupo de disidentes de su anterior partido, la Unión de Centro Democrático (UCD). En el primer congreso, celebrado el 2 y 3 de octubre de 1982, se eligió a Suárez como presidente y a los exministros Agustín Rodríguez Sahagún, Rafael Calvo Ortega y Manuel Jiménez de Parga como miembros del Comité Nacional, junto a otros exmilitantes de la UCD como José Ramón Caso, y en el que también figuraron Jesús María Viana, Joaquín Abril Martorell, Fernando Castedo, Gerardo Harguindey, José Antonio Escudero López, Francisco Javier Moldes Fontán, Abel Cádiz y José Luis González Quirós.
Se presentó a las elecciones de 1982 obteniendo más de seiscientos mil votos y solo dos diputados: el propio Suárez por Madrid y Rodríguez Sahagún por Ávila. En diciembre José Ramón Caso fue designado secretario general del CDS. Otro nombramiento destacado fue el de Carlos Revilla (exdirigente del PSOE) como presidente del CDS en Madrid. El CDS pretendía captar la mayoría del voto anterior de la aún existente UCD, pero se vio superado ampliamente por el PSOE y Alianza Popular.

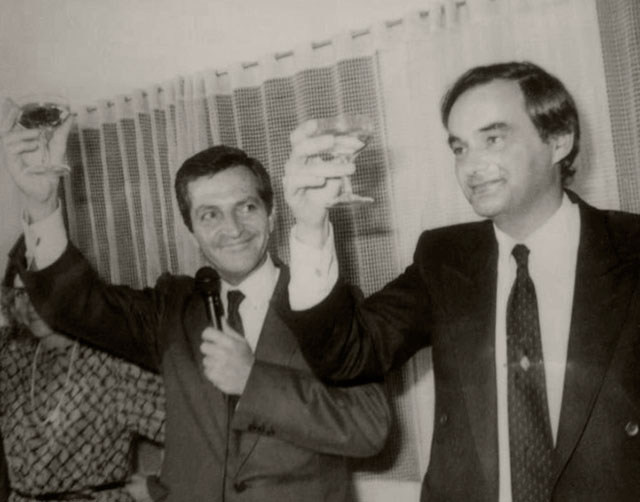
Adolfo Suárez, junto con el también diputado del CDS, Francisco Javier Moldes Fontán, celebrando el éxito del partido en las elecciones de 1986.

En las elecciones de 1986 obtuvo un gran éxito electoral, consiguiendo más de 1 800 000 votos y 19 escaños (que luego subirían a 23 al integrarse varios políticos procedentes de otros partidos como José Ramón Lasuén (socialdemócrata del PSD y la FSD, exdiputado con UCD y AP), Pilar Salarrullana (del PDP) o Ramón Tamames (del PCE), lo que le convirtió en la tercera fuerza política de España y el partido más votado en Ávila, donde también obtuvo 3 de los 106 senadores. Ese año se fundaron las Juventudes del partido. En el II Congreso del CDS de noviembre de 1986, Jesús Viana fue elegido nuevo Secretario general, pero su repentino fallecimiento a los pocos meses llevó al retorno de Caso.
En las elecciones municipales, autonómicas y europeas de 1987, el CDS alcanzó en conjunto el máximo apoyo de su historia, con un total de 1 902 293 votos, un 9,76 %, obteniendo la presidencia del Gobierno de Canarias, representación en 13 parlamentos autonómicos (casi 200 diputados provinciales y autonómicos), casi 6000 concejales y 684 alcaldes (entre ellos los de Ávila y Segovia), mientras su techo electoral se registró en las europeas, con 1 976 093 votos, el 10,26 %, consiguiendo 7 eurodiputados. Tras esos comicios se negó a pactar con AP, permitiendo al PSOE gobernar en minoría en la mayoría de municipios y comunidades.
En enero de 1988 ingresó en la Internacional Liberal, la cual cambió a petición del propio CDS su denominación por la de Internacional Liberal y Progresista, siendo elegido presidente de la misma Adolfo Suárez. Ese mismo año Carlos Revilla fue sustituido en la presidencia del CDS en Madrid por Gerardo Harguindey, de ideología más conservadora. Precisamente a partir de 1989 el CDS dio un giro en su política de equidistancia entre el PSOE y el PP, al pactar con este último para desalojar al primero del Ayuntamiento de Madrid, haciéndose Rodríguez Sahagún con la alcaldía de la capital.
Este giro a la derecha, que contó con una amplia crítica interna, tampoco fue bien acogido por los electores, comenzando así el declive electoral del CDS, que en las elecciones de 1989 perdió 5 diputados, pasando de 19 a 14. En el Senado el CDS obtuvo solo un senador, por Ávila, y en las europeas del mismo año pasó de 7 a 5 eurodiputados. La pérdida de votos y cargos públicos hizo aflorar las tensiones internas entre sus distintos sectores ideológicos, lo que se reflejó en el III Congreso del partido (Torremolinos, 10-11 de febrero de 1990). La misma noche del fracaso en las elecciones municipales y autonómicas de 1991 (con José Ramón Lasuén como presidente del CDS en Madrid), a pesar de mantener aún 731.331 votos, Adolfo Suárez dimitió como presidente del CDS.
El CDS gobernó en Canarias durante la II legislatura (1987-1991) con Lorenzo Olarte Cullen como presidente.

### Después de la dimisión de Adolfo Suárez
En un congreso extraordinario celebrado ese mismo año (Cantoblanco, Madrid, 28-30 de septiembre), habiendo renunciado José Ramón Caso, en ese momento presidente en funciones del partido, a su idea inicial de postularse, se presentaron dos candidatos a la presidencia: Raúl Morodo (del sector socialdemócrata, apoyado por Suárez) y Rafael Calvo Ortega (del sector conservador), y tres candidatos a la secretaría general: Rosa Posada (apoyada por Morodo y Suárez), Rafael Arias-Salgado (apoyado por Calvo Ortega) y Fernández Teixidó (de la Plataforma Renovadora, sector más crítico y abiertamente enfrentado a Suárez y Caso). El resultado fue la victoria de Calvo Ortega en la presidencia y de Fernández Teixidó en la secretaría general.
El enfrentamiento entre José Ramón Caso y Teixidó dividió cada vez más el partido. En 1992 Fernández Teixidó dimitió como secretario general, siendo reemplazado por José Luis Gómez Calcerrada (afín a Caso), ratificado en el V Congreso (1992). En las elecciones generales de 1993, con Calvo Ortega como candidato a la presidencia, el CDS solo obtuvo 414 740 votos y perdió todos sus diputados y senadores.
Se aceleró así un proceso de marcha de políticos significativos hacia otras formaciones: Rafael Arias-Salgado, Íñigo Cavero, Rosa Posada, Fernando López-Amor, entre muchos otros, se fueron al PP, Fernando Castedo se pasó al PSOE, Fernández Teixidó a CiU y Rafael Martínez-Campillo abandonó la política para dedicarse a su profesión de abogado. En Canarias, más del 95% de miembros de CDS formó un nuevo partido político llamado Centro Canario. Posteriormente, este partido formó, junto con algunos miembros procedentes de PP el Centro Canario Independiente, que se unió más tarde a partidos políticos de corte nacionalista para formar una candidatura llamada Coalición Canaria. Chinijo y Martínez Campillo abandonó la política para dedicarse a su profesión de urbanista. En la provincia de Salamanca, en 1992 se produjo una fuga de militantes hacia la nueva formación política Unidad Regionalista de Castilla y León
En el VI Congreso del CDS se debatió la disolución defendida por su secretario general, Gómez Calcerrada. Pero el partido optó por seguir existiendo (tesis defendida por Calvo Ortega casi en solitario), aunque con un papel casi residual. Calvo Ortega siguió de presidente y Fernando García Fructuoso, hasta entonces vicepresidente de la Internacional Liberal, fue nombrado secretario general. En 1995 se creó la coalición Unión Centrista, formada por CDS y otros pequeños partidos de escasa relevancia. El coordinador general de UC fue Fernando García Fructuoso, que concurrió como candidato a las elecciones generales de 1996. Teresa Gómez Limón fue nombrada presidenta de UC en Madrid. En 1998, Rafael Calvo Ortega y Ferrán García se retiraron simultáneamente del partido. La coalición pasó a denominarse UC-CDS, a cuyo frente quedó Teresa Gómez Limón. José Moreira quedó como presidente de un refundado y minúsculo CDS (como único partido de la coalición) y José Luis Roales como portavoz. 
En 1999, la Ejecutiva del CDS aprobó la elección de Mario Conde como candidato de UC-CDS! (con el apoyo del 81% de los compromisarios asistentes a la Asamblea Nacional de este partido -58 votos tuvo a favor, 12 en contra y uno en blanco). En 2000 Mario Conde realizó una incursión política, al presentarse a las elecciones generales del 2000 bajo las siglas del Centro Democrático Social-Unión Centrista (UC-CDS!) consiguiendo 23.576 votos (0 Diputados, 0 Senadores), tras lo cual la Centro Democrático Social-Unión Centrista pasó a ser considerado como un partido desaparecido, residual al tener nula representación en casi todas las instituciones.
En 2002, en el X Congreso se disolvió la coalición UC-CDS y el partido volvió a denominarse CDS, bajo la presidencia de Teresa Gómez Limón y con José Reira de secretario general. En esta época se formó también la Unión Centrista Liberal (UCL), aglutinando a casi todos los demás partidos políticos que formaban la coalición UC-CDS.
En las elecciones generales del 14 de marzo de 2004, con Teresa Gómez Limón de candidata, que mantuvo un discurso de oposición radical al PP y un discurso más próximo a la izquierda (manifestándose a favor de la república federal y de los matrimonios igualitarios), obtuvo 34 101 votos. En 2004 el CDS se presentó a las elecciones europeas, y un año después defendió el "no" a la Constitución europea. En un nuevo giro hacia la derecha, el XI Congreso Nacional, celebrado en noviembre de 2005, procedió a una votación por la que los delegados aprobaron la integración del CDS en el PP. El 86% de los compromisarios votaron a favor de dicha integración, que se escenificó en enero de 2006 en la Casa de Campo de Madrid entre Teresa Gómez Limón (Presidenta Nacional) y Mariano Rajoy. Tras esto, un sector disconforme con esta decisión decidió formar el Centro Democrático Liberal (CDL) en 2006 que se integró en Ciudadanos en 2014, entre 2014 y 2015 otros partidos minoritarios que se consideraban sucesores de la CDS o UCD, como Unión Centrista Liberal, se integraron en también en este.
En noviembre de 2005 el CDS formaliza su ingreso en el PP en un acto convertido en un homenaje a Adolfo Suárez y a los valores de la Transición.

### Luchas internas
A raíz de la integración en el PP, en 2006 se formó el Centro Democrático Liberal (CDL), partido liderado por Víctor Sarto, que llegó a ser socio del Grupo Liberal Demócrata Europeo y contar con 75 concejales. Sus principales estructuras se encontraban en Galicia y Valencia.
Las estructuras del CDS que no se habían integrado aún, se presentaron en las elecciones municipales y autonómicas de 2007. Algunos militantes también opuestos a la integración y que no participaron en la escisión del CDL organizaron en enero de 2008 un denominado XII Congreso Extraordinario, al carecer de la ejecutiva del partido. En ese congreso se designó una gestora, cuyo presidente portavoz fue Fabián Villalabeitia Copena, exconcejal del CDS en Irún. Fue elegido presidente Carlos Fernández García. El CDS solo concurrió, en solitario, en las provincias de Almería y Madrid, porque la iniciativa del disidente Villalabeitia trató de presentarse en coalición con Unión Centrista Liberal, sin consultar al presidente, lo que hizo que las juntas electorales anularan 32 candidaturas.
De manera independiente, Francisco Cabra Torrijos, uno de los tres apoderados que habían sido designados en el XI Congreso de 2005 para gestionar el proceso de integración en el PP, convocó un nuevo congreso del CDS, rechazando la legitimidad del XII Congreso Extraordinario. Cabra fue elegido presidente nacional de la formación, que concurrió a las elecciones europeas de 2009, con Antonio Fidalgo Martín como cabeza de lista. Apenas obtuvo 10.144 votos (0,06%), siendo la decimoctava fuerza más votada. A raíz de esto, el PP apeló al Tribunal Supremo, dado que la formación se daba por extinta. Ese año Cabra Torrijos fundó el Centro Democrático Español.
En 2010, David García, antiguo Secretario de Juventudes, formó una nueva escisión del partido, Ciudadanos de Centro Democrático (CCD) al considerar que el partido había tomado un rumbo conservador sumado a las dificultades judiciales que se preveían para presentar candidaturas en las elecciones municipales y autonómicas de 2011. A la formación, que mantiene la actividad política en la actualidad, se sumaron dirigentes destacados del CDS en varias autonomías, entre ellos Lorenzo Olarte quien fue presidente del Gobierno de las Islas Canarias.
El único y último concejal del CDS, David Fernández, de Erustes (Toledo) se integró en el CCD en 2011. 
Ese mismo año, por su parte, Mario Conde, candidato por el CDS en las elecciones generales de 2000, fundó su propio partido, Sociedad Civil y Democracia.
A principios de 2012, el estatus de la formación seguía en trámites de resolverse judicialmente. De cara a las elecciones autonómicas de Asturias de marzo de 2012, tras ser rechazada su candidatura por la Junta Electoral, pidió el voto para Foro Asturias. El partido tampoco consiguió formalizar su candidatura en las elecciones autonómicas de Andalucía celebradas en las mismas fechas y tampoco estuvo presente en Galicia.

#### Partidos políticos considerados sucesores del CDS
- Centro Canario Nacionalista: Un partido creado en 1992. Su presidente fundador es Lorenzo Olarte (expresidente del Gobierno de Canarias con el Centro Democrático y Social y vicepresidente cuando el CCN aún formaba parte de Coalición Canaria). Olarte actualmente es Presidente de Honor de Coalición de Centro Democrático (CCD) partido de ámbito estatal. Una parte se integró en Coalición Canaria y otra parte se integró en Coalición de Centro Democrático.
- Unión Centrista Liberal (UCL): Un partido político español fundado en 2002, tras la refundación del PANCAL y la disolución de la coalición Unión Centrista-Centro Democrático y Social. Formada principalmente por afiliados de la coalición Unión Centrista-Centro Democrático y Social de Castilla y León. Tras varios fracasos electorales una parte de sus afiliados pasaron a formar parte de Ciudadanos-Partido de la Ciudadanía y otros siguieron con el proyecto de Unión Centrista Liberal.
- Unión del Pueblo Salmantino: En 2002 se funda este partido. Su fundador fue José María Moreno Balmisa, antiguo militante del CDS. En 2014 el partido se disuelve. Una parte de sus afiliados pasaron a formar parte de Ciudadanos-Partido de la Ciudadanía.
- Partido Popular: En 2006, el CDS se integra en el PP (con la firma de dos de los tres apoderados). El 86% de los compromisarios votaron a favor de dicha integración, que se escenificó en enero de 2006 en la Casa de Campo de Madrid entre Teresa Gómez Limón (Presidenta Nacional) y Mariano Rajoy.
- Centro Democrático Liberal: En 2006, un sector disconforme con la integración en el Partido Popular funda el Centro Democrático Liberal, otro sector, encabezado por Francisco Cabra, se considera continuador del CDS. Una parte de sus afiliados pasaron a formar parte de Ciudadanos-Partido de la Ciudadanía y otros pasaron a formar Contigo Somos Democracia.
- Centro Democrático Español: En 2006, otro sector encabezado por Francisco Cabra crea el Centro Democrático Europeo. En 2009, tras prohibírsele este nombre al se considerado la CDS y CDE como partidos extinguidos, Francisco Cabra Torrijos y Antonio Fidalgo Martín crean el Centro Democrático Español. Dicho partido se integra en Coalición de Centro Democrático.
- Coalición de Centro Democrático, anteriormente llamado Ciudadanos de Centro Democrático: En 2010, David García, antiguo Secretario de Juventudes, formó una nueva escisión del partido, Ciudadanos de Centro Democrático (CCD). Posteriormente, el partido pasó a denominarse Coalición de Centro Democrático. Al mismo se sumaron gran parte de las federaciones (especialmente Comunidad Valenciana y Castilla-La Mancha) y antiguos dirigentes del CDS como Lorenzo Olarte, expresidente del Gobierno de las Islas Canarias.
- Sociedad Civil y Democracia: En 2011, por su parte, Mario Conde, candidato por el CDS en las elecciones generales de 2000, fundó su propio partido, Sociedad Civil y Democracia. El 21 de mayo de 2013 Mario Conde anunció su despedida de SCD,7 y en febrero de 2014, tras la dimisión de María Jamardo como presidenta, muchos de sus afiliados se pasaron a la formación política Vox.
- Alianza de Centro Democrático (ALCD): Es una coalición de ámbito nacional integrado por Democracia Regionalista de Castilla y León, Foro Liberal, Plataforma Demócratas Andaluces y una pequeña escisión de Centro Democrático y Social (CDS).
- Ciudadanos-Partido de la Ciudadanía: En esta formación se han integrado los siguientes partidos políticos considerados sucesores de la CDS:
  - Centro Democrático Liberal
  - Unión de Centro Liberal
  - Unión del Pueblo Salmantino
- Unión Progreso y Democracia (UPyD): Un partido político fundado por Rosa Díez con la aspiración de ocupar el centro político que dejó el CDS frente a los dos partidos mayoritarios, PP y PSOE.
- Centrados: Este partido se ha escindido de UPyD y se ve a sí mismo como un partido liberal de centro. Formó una alianza con el Coalición de Centro Democrático (CCD) en las elecciones europeas de 2019.
- Unión de Ciudadanos Independientes: En 2012 se funda este partido. El partido compitió en varias elecciones con CCD, UPyD y Ciudadanos.

## Juventudes del Centro Democrático y Social
Las juventudes del CDS fueron fundadas por Manolo Alonso en 1986, quien abandonó la formación participando en la creación del Centro Democrático Liberal (CDL). Reactivadas en un congreso de "refundación" que tuvo lugar en 2009, se nombró a David García Pérez presidente del Comité Ejecutivo Nacional, que mantuvo este cargo hasta 2010, cuando lo abandonó para crear su propio partido, Ciudadanos de Centro Democrático (CCD), actualmente integrado en Coalición de Centro Democrático.

## Resultados electorales

### Elecciones generales
|  | 2,87 % |

|  | 9,22 % |

|  | 7,89 % |

|  | 1,76 % |

|  | 0,18 % |

|  | 0,10 % |

|  | 0,13 % |

|  | 0,01 % |

### Elecciones municipales
| Fecha | Votos total España | %    | Concejales  |
| ----- | ------------------ | ---- | ----------- |
| 1983  | 333.028            | 1,79 | 1305/67 312 |
| 1987  | 1.902.293          | 9,76 | 5942/65 577 |
| 1991  | 731.331            | 3,88 | 2939/66 308 |
| 1995  | 63.457             | 0,29 | 142/65 869  |
| 1999  | 62.964             | 0,30 | 281/65 201  |
| 2003  | 23.428             | 0,10 | 54/65 510   |

### Elecciones al Parlamento Europeo
| Año  | Cabeza de lista        | Votos (España) | %     | Escaños |
| 1987 | Eduardo Punset         | 1.976.093 (#3) | 10,26 | 7/60    |
| 1989 | José Ramón Caso        | 1.133.429 (#3) | 7,15  | 5/60    |
| 1994 | Eduardo Punset         | 183.418 (#7)   | 0,99  | 0/64    |
| 1999 | José Manuel Novo       | 38.911 (#11)   | 0,18  | 0/64    |
| 2004 | María Teresa Gómez     | 11.820 (#11)   | 0,08  | 0/54    |
| 2009 | Antonio Fidalgo Martín | 10.144 (#18)   | 0,06  | 0/50    |

1. ↑  En coalición con Foro.

## Disolución
- Los dos corrientes mayoritarias de CDS pasaron a ser:
  - XI Congreso Nacional en noviembre de 2005 decidieron la integración en el Partido Popular
  - El 14 de febrero de 2006 por un sector opuesto a su disolución e integración en el Partido Popular formaron Centro Democrático Liberal